# Parantica taprobana
Parantica taprobana är en fjärilsart som beskrevs av Felder 1865. Parantica taprobana ingår i släktet Parantica och familjen praktfjärilar. IUCN kategoriserar arten globalt som nära hotad. Inga underarter finns listade i Catalogue of Life.

## Bildgalleri

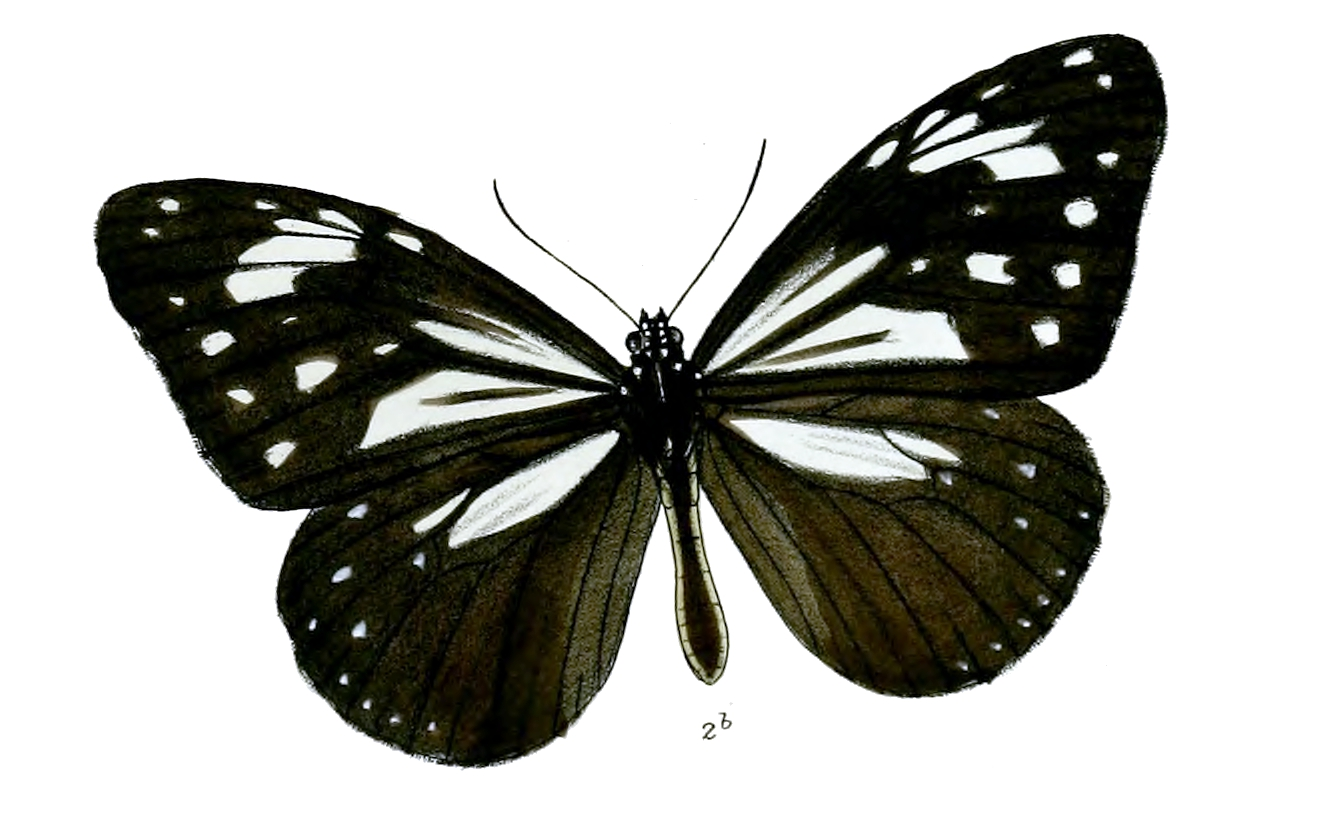